# Kaktsavärri
Kaktsavärri (Kahcâvärri, Gakcavárri) är en kulle i Finland. Den ligger i Utsjoki kommun i landskapet Lappland, i den norra delen av landet, 1 000 km norr om huvudstaden Helsingfors. Toppen på Kaktsavärri är 289 meter över havet.
Terrängen runt Kaktsavärri är huvudsakligen platt, men den allra närmaste omgivningen är kuperad. Terrängen runt Kaktsavärri sluttar österut.  Trakten runt Kaktsavärri är nära nog obefolkad, med mindre än två invånare per kvadratkilometer. Det finns inga samhällen i närheten. Omgivningarna runt Kaktsavärri är i huvudsak ett öppet busklandskap.